# Mühlen (Truden)

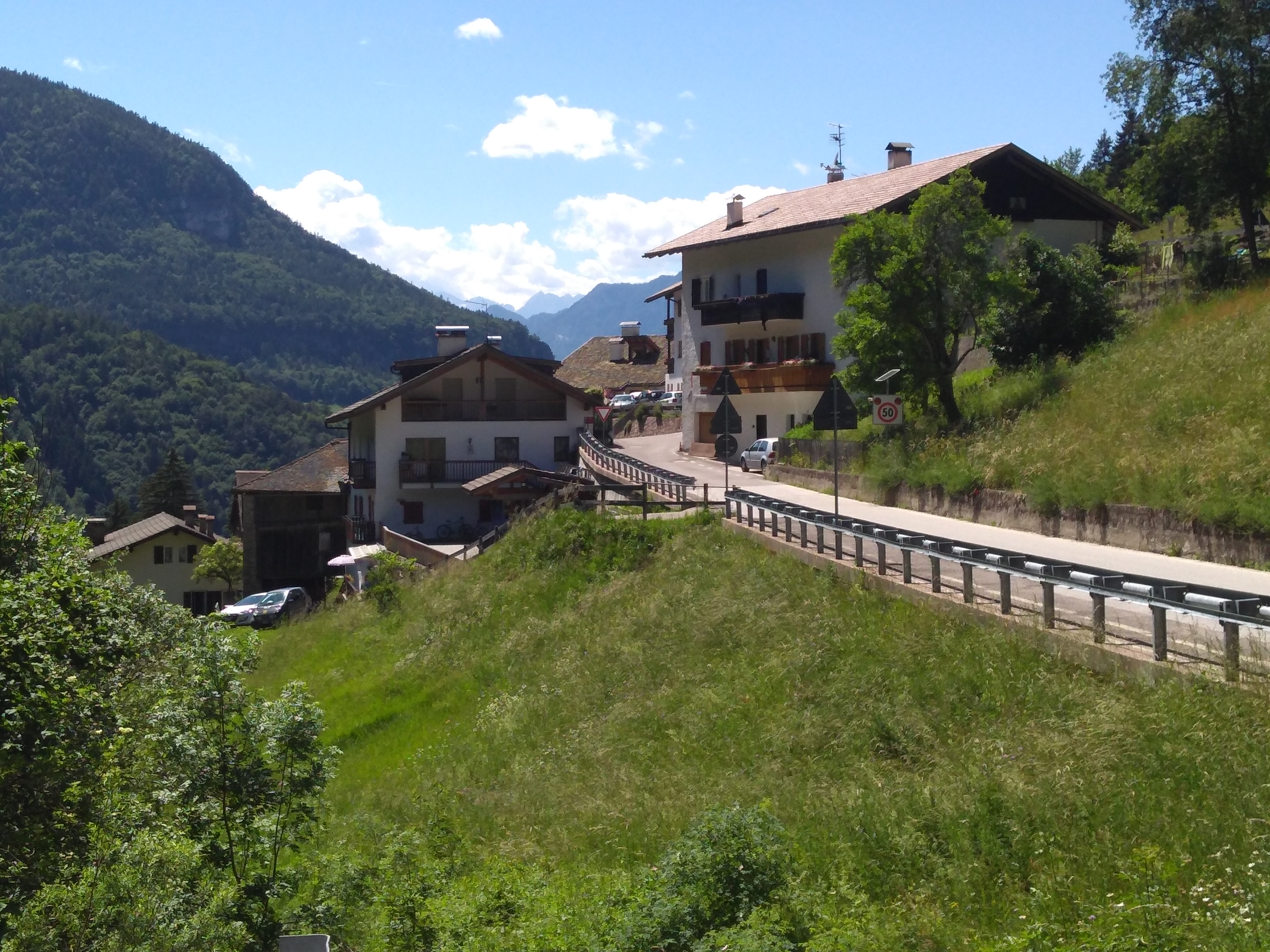
Mühlen

Mühlen (italienisch Molini) ist eine kleine Ortschaft in Südtirol und eine Fraktion der Gemeinde Truden. Mühlen liegt auf rund 850 m s.l.m. Höhe am Trudner Bach im mittleren Mühlental, einem Seitental des Etschtals im Bozner Unterland. Erreichbar ist die Ortschaft über die von Glen nach Truden ansteigende Talstraße, von der hier zudem eine kleine Bergstraße nach Gschnon abzweigt.
Im Jahr 1398 wurden die Bewohner als Meczaner, Villner und die in Müllen in einem gerichtlichen Schiedsspruch ausdrücklich genannt. Die Existenz von Wassermühlen im Tal, die der Ortschaft ihren Namen gaben, ist urkundlich bereits im Jahr 1550 in der Lagebezeichnung farweg aus der Vill zu den mülln hinauf bezeugt.